# 佛牙寺龙华院
新加坡佛牙寺龙华院（英語：Buddha Tooth Relic Temple and Museum）是位于新加坡牛车水地区的一个佛教庙宇博物馆，由释法照于2002年11月30日在当地创设，并于2003年2月20日注册成为宗教团体，后在2004年1月8日注册成为慈善团体，是目前新加坡规模较大的几个佛教组织和实体寺庙之一。

## 簡介
新加坡佛牙寺除了供奉釋迦牟尼的遺牙佛牙舍利給佛教信眾參觀，亦為公眾提供社會服務。興建中的「新加坡佛牙寺」位於華人聚集的「牛車水」之「番寨尾」，該地段是從前是專門提供外國妓女（主要是俄羅斯、日本、臺灣及朝鮮）的妓院；寺側碩莪巷（Sago Lane）俗稱「死人街」－因為那裡曾經是殯儀館和「大難館」－為垂死病人提供臨終服務的小型醫館（養病所）的集中地。

## 公共交通
- 新加坡地铁，東北線，牛車水車站，在「登婆街」（戲院後街）出口出閘，直走至街尾，右拐進入橋南路（大坡大馬路），經史密斯街（戲院街） 、「碩莪街」（廟仔街）就到達它的中國式大門樓。
- 新加坡地铁，丹戎巴葛地铁站

## 开放时间
每天07:00至17:00
- 博物馆和佛塔阁

每天09:00至18:00

## 圖集

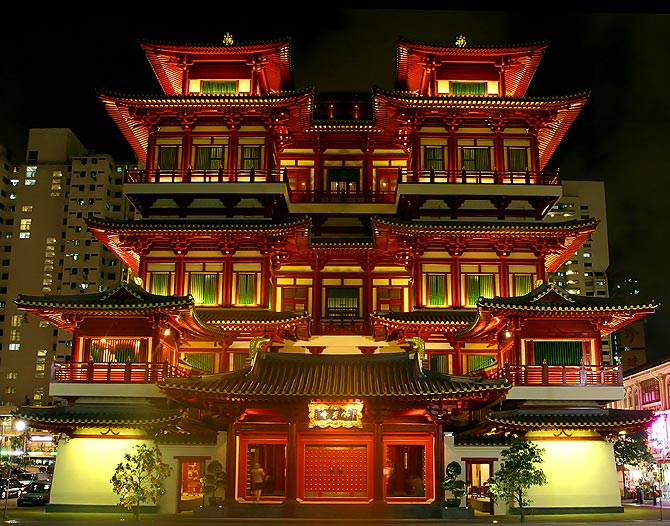
从桥南路眺望的佛牙寺夜景。
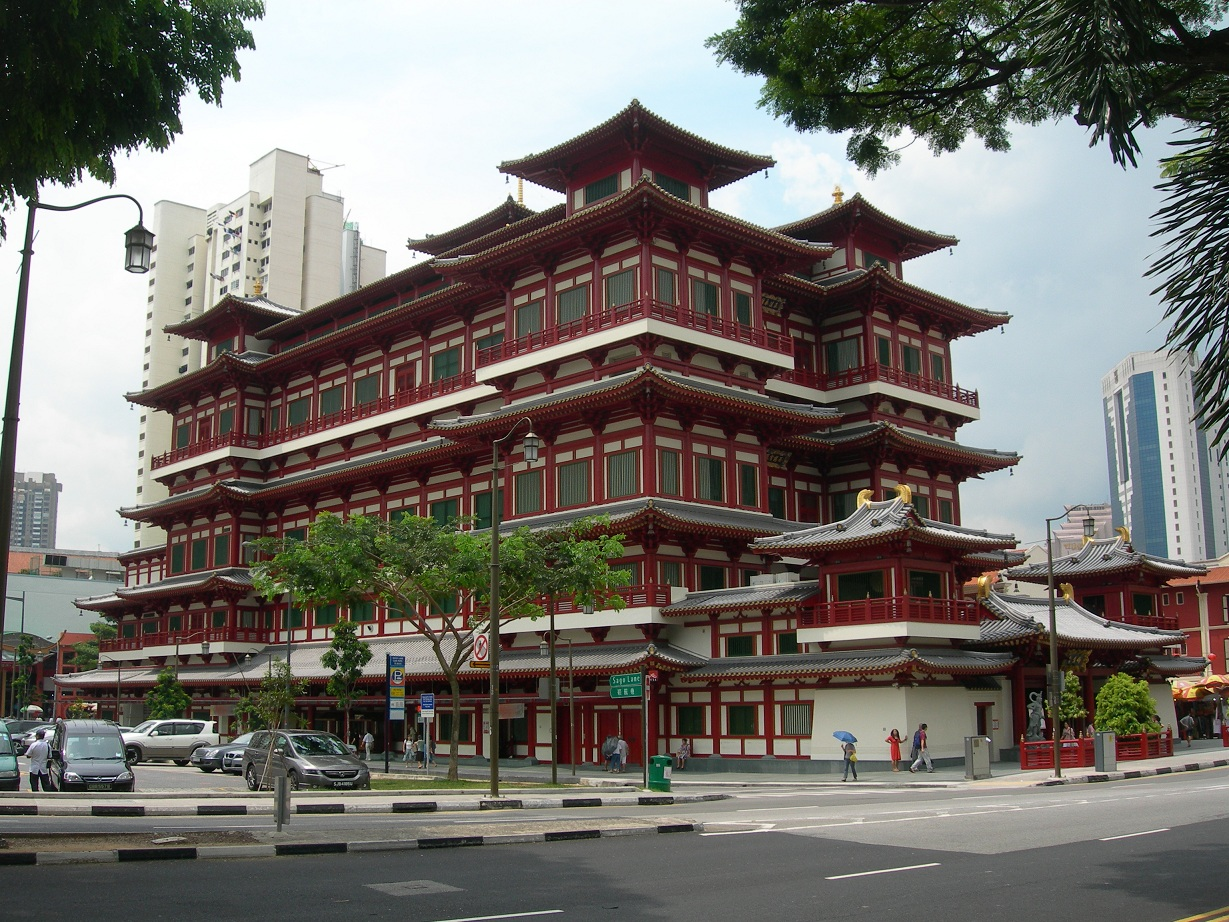
桥南路边上的佛牙寺。
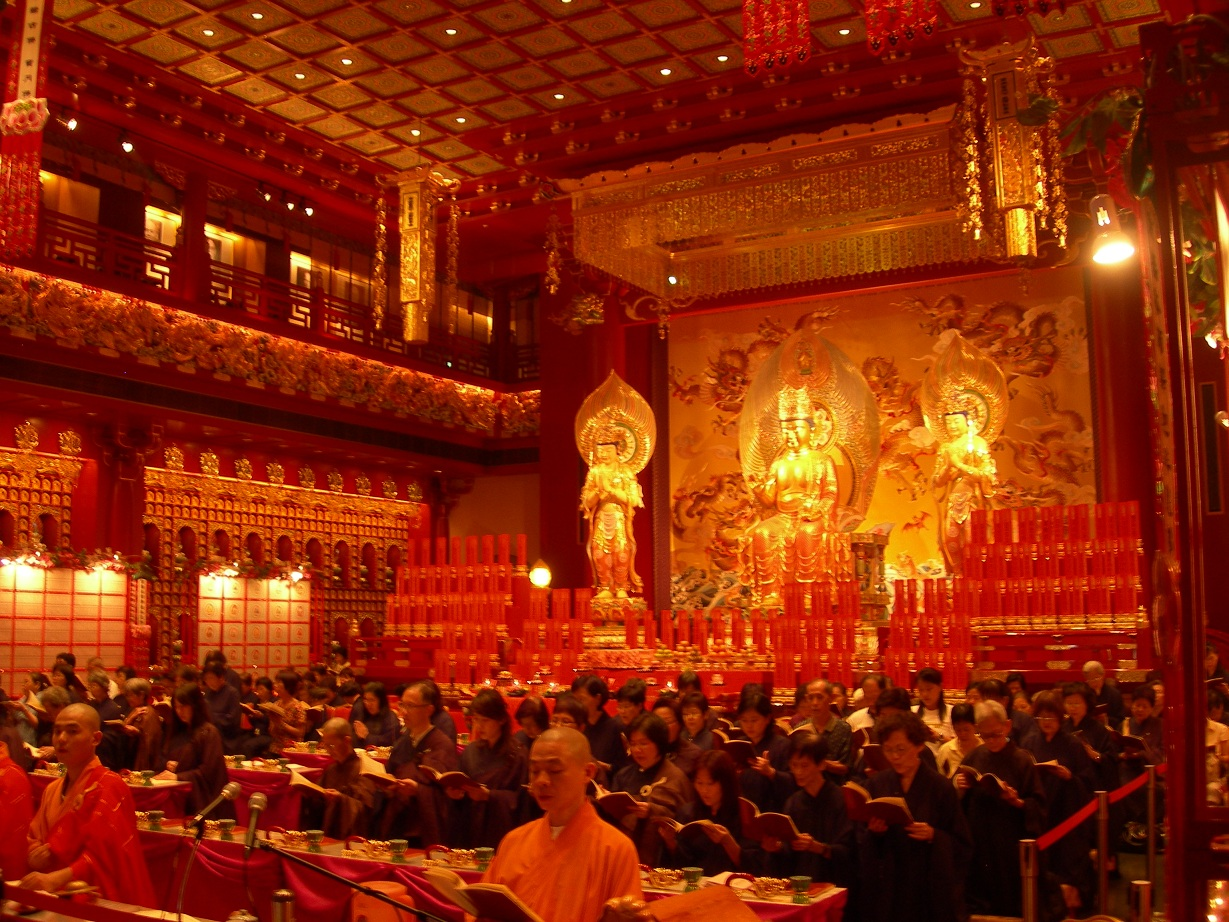
佛牙寺的内部景观。
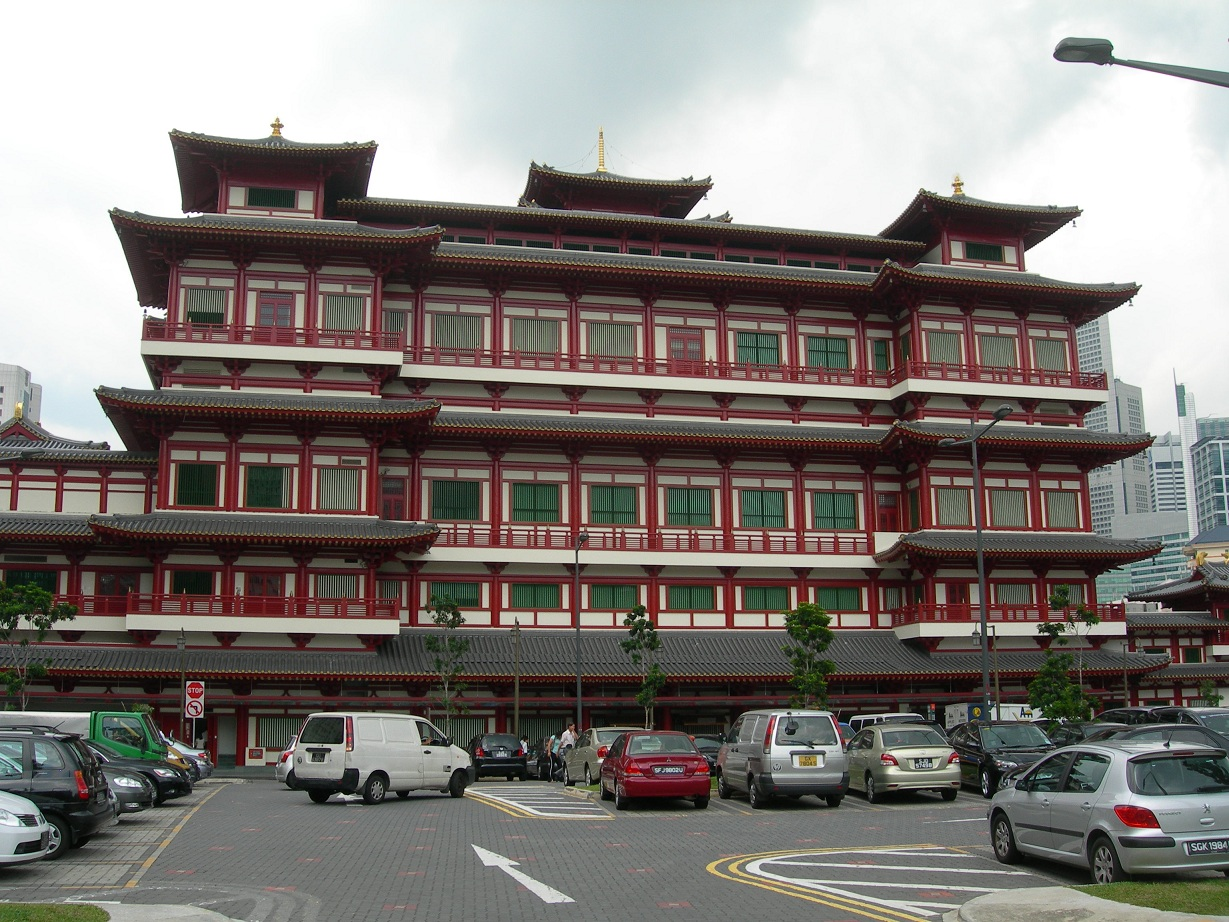
从停车场眺望的佛牙寺。

## 外部連結
- 新加坡佛牙寺